# Balázs Szép
Balázs Szép (* 18. Oktober 1999 in Esztergom) ist ein ungarischer Pentathlet.

## Karriere
Szép tritt für den Budapester Verein Ujpesti Torna Egylet an. Er hatte seinen ersten Auftritt auf internationaler Ebene im Seniorenbereich beim Weltcup 2018 in Los Angeles, den er als Dritter prompt auf dem Podest beendete. Erst im Jahr 2022 nahm er danach wieder an Weltcups teil und schaffte seinen internationalen Durchbruch. Beim Weltcup in Kairo gewann er Bronze, bei der Weltmeisterschaft in Alexandria ebenso. Hinzu kam eine Silbermedaille im Einzel und der Titelgewinn mit der Mannschaft bei den Europameisterschaften. Über die Europaspiele 2023 gewann er einen Startplatz für die Olympischen Sommerspiele im folgenden Jahr. Zudem gewann er in Bath bei den Weltmeisterschaften Silber mit der Mannschaft. Die Saison 2024 begann er mit einem zweiten Platz beim Weltcup im heimischen Budapest. Silber holte er auch bei den Weltmeisterschaften 2024 in Zhengzhou mit 1524 Punkten, mit der Mannschaft gewann er Gold. Beim Saisonhöhepunkt, den Olympischen Spielen in Paris, überstand Szép als siebter das Halbfinale und qualifizierte sich für das Finale. Dort erzielte er mit soliden Leistungen den 10. Platz.